# أعمال الطرق (رواية)
أعمال الطرق (رودوورك) هي رواية للكاتب الأمريكي ستيفن كينغ، نُشرت في عام 1981 تحت اسم مستعار هو ريتشارد باكمان كنسخة ورقية أصلية. جُمعت في عام 1985 في غلاف فني ضمن مجموعة كتب باكمان، والتي لم تعد قيد الطباعة. مع ذلك، أُعيدت طباعة ثلاث روايات من بين أربع روايات في هذه المجموعة -أعمال الطرق، والمشي الطويل، والهارب- كعناوين مستقلة.
تدور أحداث القصة في مدينة في الغرب الأوسط لم يُعلن عن اسمها في الفترة ما بين 1973-1974. بعد حزنه لوفاة ابنه وتفكك زواجه، ينساق الرجل إلى عدم الاستقرار العقلي عندما يعلم أن بيته ومكان عمله سيُهدمان لكي يمهّدا الطريق من أجل تمديد طريق سريع بين الولايات.
سيكون أندريس موسكيتي (مخرج فيلم الرعب إت، وفيلم إت الجزء الثاني)، وباربرا موسكيتي منتجين للفيلم المستوحى من رواية أعمال الطرق، وعُيِّن بابلو ترابيرو لإخراج الفيلم.

## حبكة الرواية
خلال مقابلة مع رجل في الشارع في أغسطس عام 1972، أعرب رجل لم يُكشف عن اسمه (عُرف في ما بعد باسم بارتون جورج داوز) عن غضبه بشأن مشروع تمديد جديد للطرق السريعة. ثم ينتقل السرد إلى نوفمبر من عام 1973، ويبدو أن داوز لم يكن مدركًا للدوافع الكامنة وراء تصرفاته، إذ زار أحد متاجر الأسلحة النارية، واشترى اثنين من الأسلحة النارية ذات القوة العالية: مسدس ماغنوم 44.، وبندقية صيد بحجرة انفجار تستخدم خراطيش ويذربي ماغنوم 450.، وتكشف القصة تدريجيًا أن ابن داوز تشارلي توفي بمرض سرطان الدماغ قبل ثلاثة أعوام، وأن داوز غير قادر أو غير راغب بقطع روابطه العاطفية بالمغسلة الصناعية حيث يعمل، والمنزل الذي نشأ فيه ابنه تشارلي. من المقرر هدم المغسلة وجوارها بأكمله باعتباره جزءًا من مشروع توسيع الطرق.
يتخلى داوز عن وظيفته في الإدارة الوسطى في المغسلة بعد تخريبه لشراء منشأته الجديدة، وتتركه زوجته ماري فور علمها بهذه الإجراءات، وفشله في العثور على منزل جديد لهما. يتوجه داوز إلى سالفاتور «سال» ماغليور، صاحب شركة محلية لبيع السيارات المستعملة وذات صلة بالجريمة المنظمة، في محاولة للحصول على متفجرات. يرفضه ماغليور في البداية باعتباره معتوهًا، لذلك يجمع داوز حمولة من زجاجات المولوتوف، ويستخدمها في إتلاف معدات إنشاء الطرق السريعة. لم يُقبض عليه، لكن أفعاله تسبب تأجيلًا قصيرًا فقط في المشروع. يرفض داوز في البداية قبول الأموال التي تقدمها المدينة مقابل المنزل بموجب قانون الاستملاك، ولكنه يغير رأيه بعد أن هدده محامي المدينة بنشر موجز عن لقاءه الغرامي مع أوليفيا برينر، وهي شابة من المسافرين المتطفلين كانت قد لجأت سابقًا إلى المنزل. فحص ماغليور منزل داوز بحثًا عن أجهزة تنصت زرعتها المدينة، ووافق في ما بعد على بيعه حمولة من المواد المتفجّرة. يعطي داوز نصف الأموال من بيع المنزل لماري، ويعطي 5000 دولار لرجل بلا مأوى في المقهى، وكان ماغليور يستثمر معظم ما تبقى باسم أوليفيا بعد دفع ثمن المتفجرات.
في يناير عام 1974، مع بقاء ساعات فقط قبل أن يُطلب منه مغادرة العقار، يسيّج داوز المنزل بكامله بالمتفجرات، ويحجز نفسه داخلًا. وعندما تصل الشرطة لطرده بالقوة، يطلق النار عليهم، هذا لا يسفر عن مقتل أحد، لكنه فعل ذلك لاجتذاب وسائل الإعلام وإرغامهم على تغطية الحدث. يجبر داوز الشرطة على السماح لمراسل، نفس الشخص الذي قابله في عام 1972 رغم أنه لم يعترف بأي منهما، بالدخول والتحدث معه. بمجرد أن يغادر المراسل، يرمي داوز بنادقه من النافذة، وينسف مواده المتفجرة، ويدمر المنزل، ويقتل نفسه.
تكشف الخاتمة الموجزة أن الصحفي وفريقه فازوا في النهاية بجائزة بوليتزر لتغطية الحادث، وكشفوا حقيقة مشروع التمديد: لم يكن هناك سبب حقيقي لذلك. ما لم تبنِ المدينة عددَ أميال معينًا من الطرق سنويًا، ستصبح غير مؤهلة للتمويل الاتحادي لمشاريع البناء بين الولايات. بدأت المدينة بالاستعداد بهدوء لمقاضاة ماري للحصول على نصيبها من توزيع الأرباح، ولكنها أسقطت الدعوى في أعقاب الاحتجاجات الشعبية.